# Dietrich Adolf von der Recke

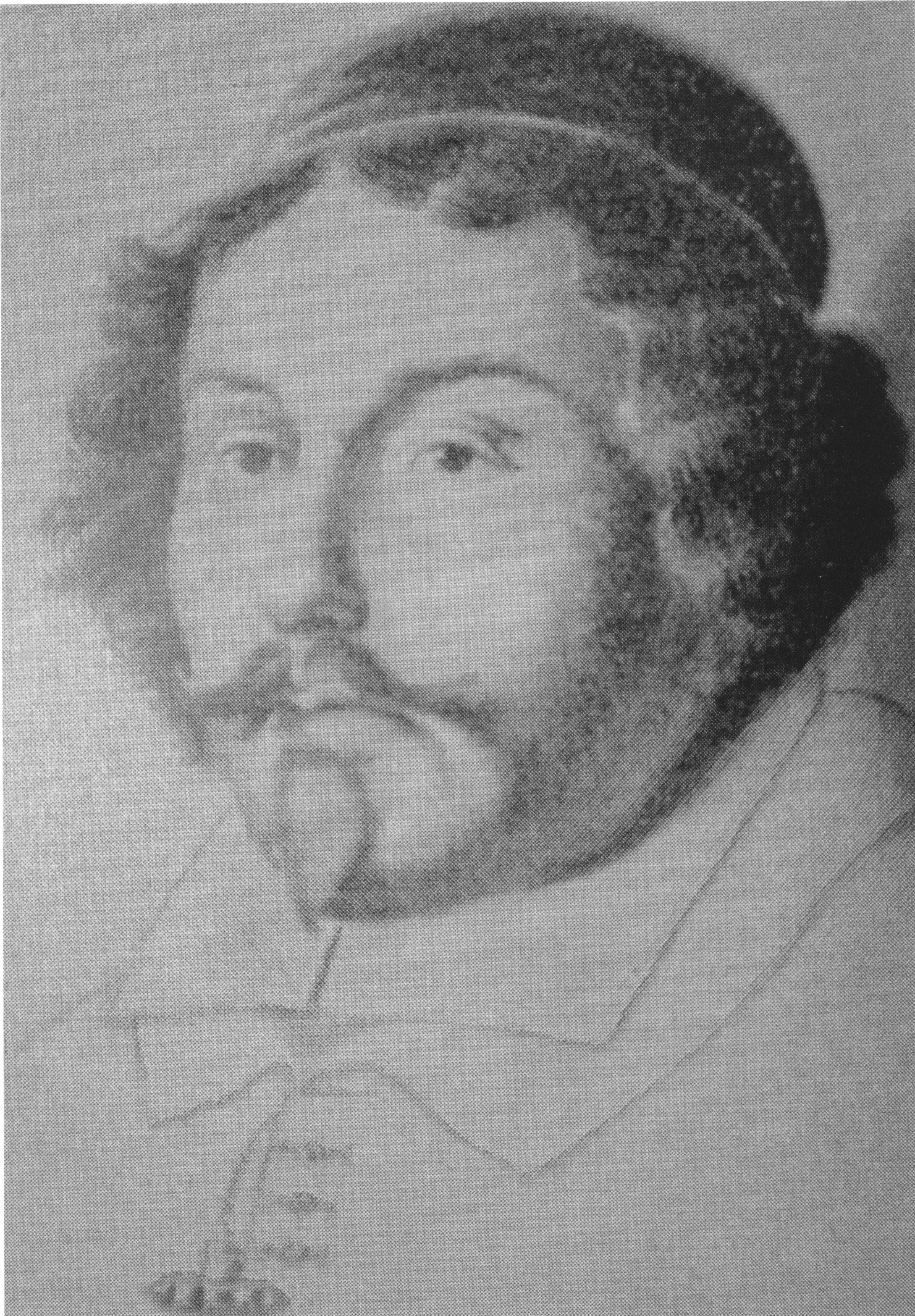
Dietrich Adolf von der Recke

Dietrich Adolf von der Recke (* 18. Juni 1601 auf Haus Kurl; † 30. Januar 1661 auf dem Schloss zu Neuhaus bei Paderborn) war als Dietrich Adolf Fürstbischof von Paderborn.

## Leben
Dietrich Adolf von der Recke war Fürstbischof von Paderborn, dessen Regierungszeit vor allem durch den Wiederaufbau des Territoriums nach dem Dreißigjährigen Krieg geprägt war. Anders als sein Vorgänger Ferdinand I. von Bayern war Dietrich Adolf lediglich Bischof von Paderborn. Er widmete sich ganz seinem Bistum und leitete umfassende Reformen in Bezug auf sein geistliches als auch sein landesherrliches Amt ein.
Dietrich Adolf entstammt dem Adelsgeschlecht von der Recke. Vater des Erstgeborenen war Freiherr Dietrich von der Reck zu Kurl, ein kurkölnischer Geheimer Rat. Seine Mutter Freifrau Margarethe von der Reck, geborene Wolff-Metternich, starb nach fünf weiteren sehr schweren Geburten 1607 im Wochenbett.
Ohne Mutter aufgewachsen verbrachte Dietrich Adolf die ersten Lehrjahre bei den Jesuiten in Fulda, um anschließend an die Universität Mainz zu wechseln, wo er mit einem Doktoriat in beiden Rechten abschloss.
1619 wurde Dietrich Adolf Domherr in Münster. 1624 starb sein Vater. Als Kleriker mochte er allerdings nicht das Erbe seines Vaters annehmen und übertrug es an seinen jüngsten Bruder. In den Folgejahren siedelte er als Domherr nach Paderborn über, 1627 als Domdechant benannt. Er erhielt die für das Hochstift äußerst wichtige Aufgabe, die von Christian von Braunschweig 1622 geraubten Liborius-Reliquien zurückzuholen. Rasch machte Dietrich Adolf Karriere im Paderborner Domkapitel. 1643 wurde er Dompropst und stand somit an der Spitze obersten Landesgremiums. Außenpolitische Erfahrungen könnte er in diesem Amte als Vertreter des Hochstifts während der Friedensverhandlungen in Münster und Osnabrück machen. Die wichtigsten Kontakte knüpfte der Propst mit dem päpstlichen Nuntius Fabio Chigi (dem späteren Papst Alexander VII.) und dem Bischof von Osnabrück Franz Wilhelm von Wartenberg.

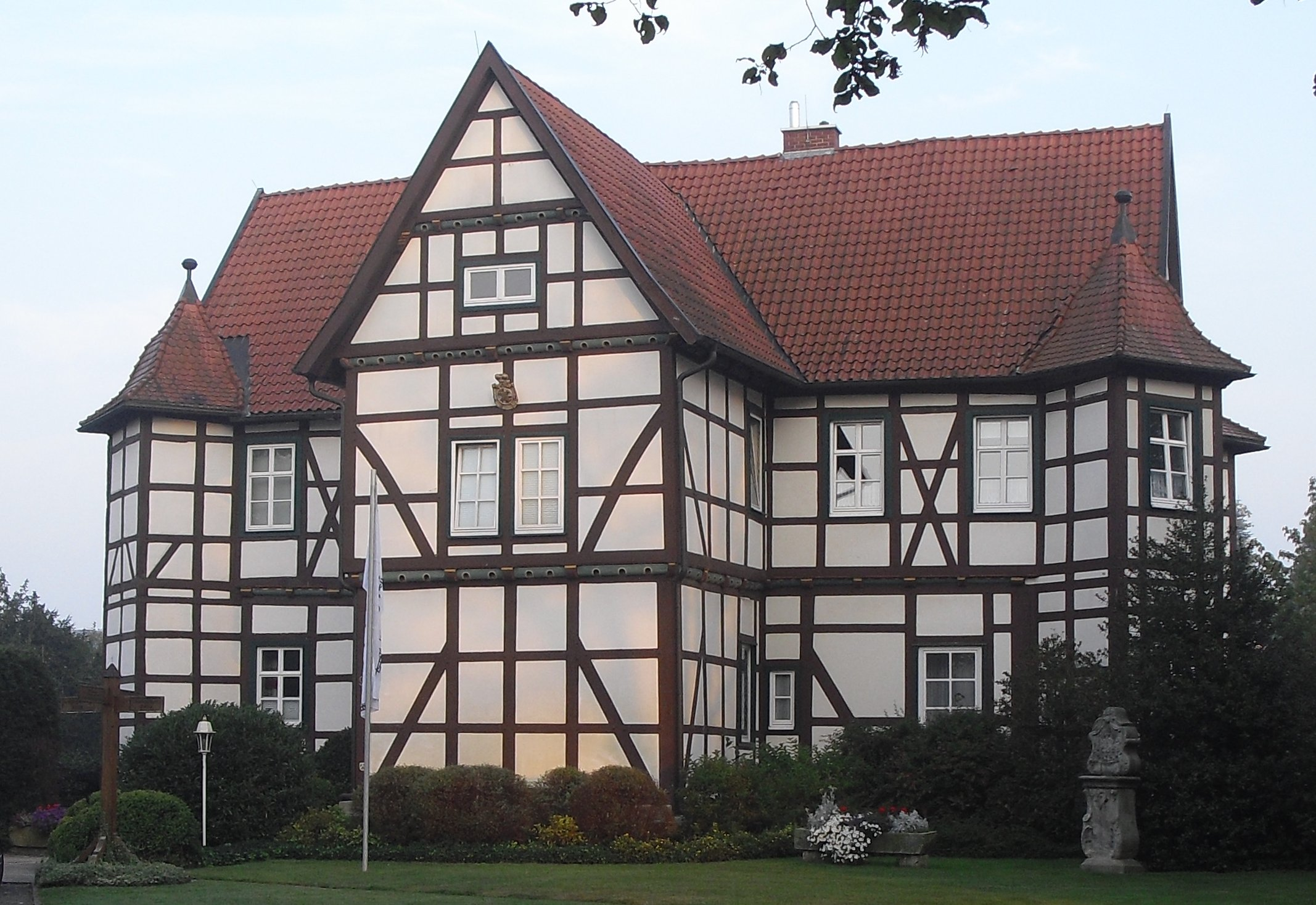
Dietrich Adolfs fürstbischöfliches Jagdschloss in Hövelhof

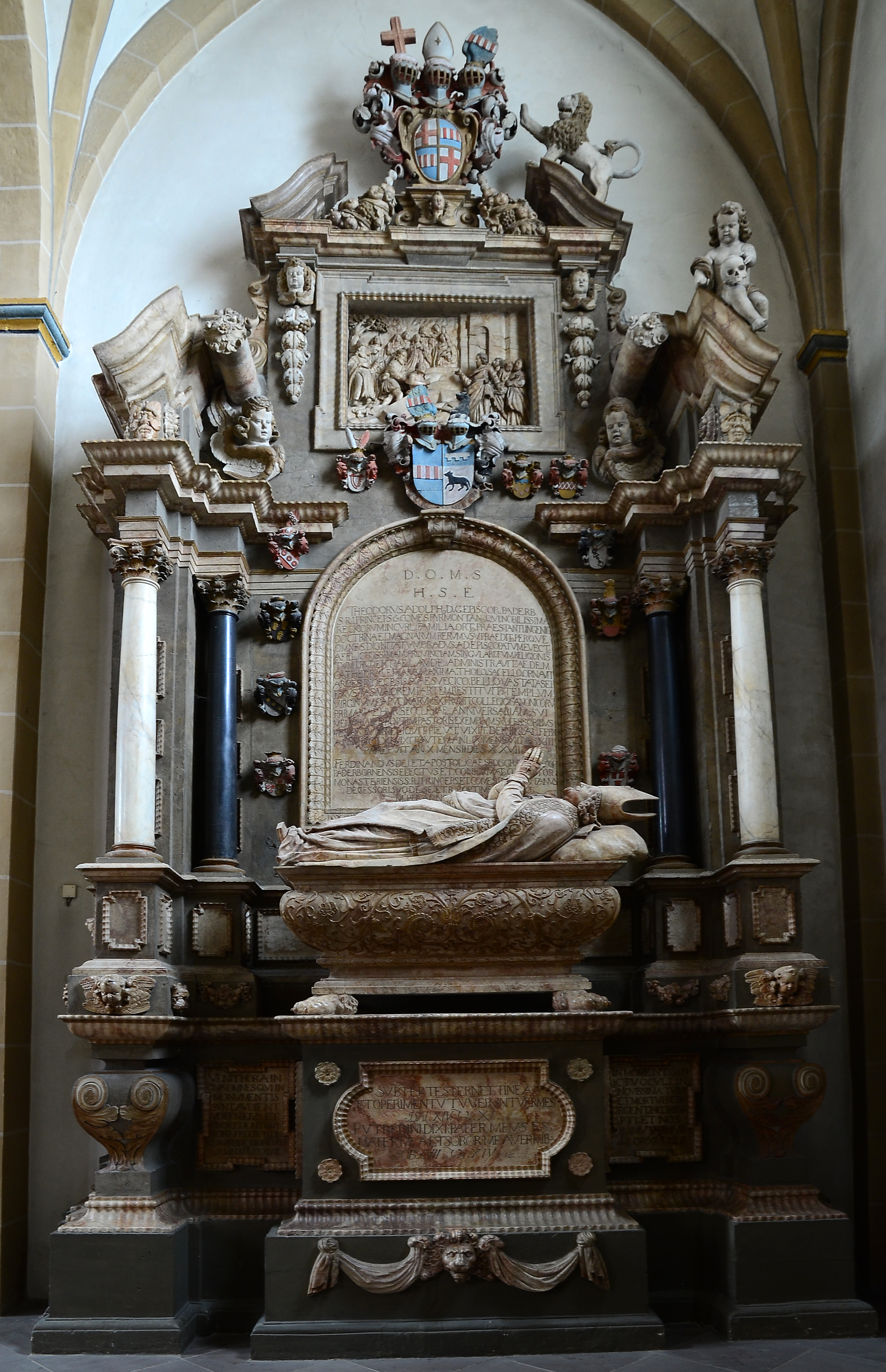
Grabmal Bischof Dietrich Adolf von der Recke im Dom zu Paderborn

Am 1. Oktober 1651 wurde er im Hohen Dom zu Paderborn zum Bischof geweiht. Die erste Bischofsweihe in Paderborn nach langer Zeit. Gleich nach den Huldigungsfeierlichkeiten veranlasste Dietrich Adolf umfassende Reformen in seinem Territorium. 1651 erfolgte bereits eine neue Kanzleiordnung, 1655 eine neue Polizeiordnung. Für die Landesverteidigung ließ er die Burgen Schloss Neuhaus, Wewelsburg, Beverungen, Dringenberg, und Boke wiederherstellen. Neben den weltlichen Reformen wurden auch geistliche Erneuerungen
durch den neuen Bischof vorgenommen. Er verschaffte dem Jesuitenkolleg erhöhte Finanzmittel und Aufmerksamkeit. Vor allem für die Seelsorge des einfachen paderborner Stadtvolkes verschaffte Dietrich Adolf Besserung, indem er den Franziskanerorden  in der Landeshauptstadt ansiedelte (1657), die im reformierten Höxter vertriebenen Franziskaner siedelte er 1657 in Herstelle an. Für die Bildung der jungen Frauen im Land sorgten nunmehr Augustinerinnen (1658), die sog. Lothringischen Nonnen. Kunsthistorisch bedeutend sind die Umbauten Dietrich Adolfs im Paderborner Dom. Das noch heute vorherrschende barocke Erscheinen der Bischofskirche geht auf den Jesuitenschüler zurück. Er beendete den mittelalterlichen Gesamteindruck der Kathedrale.
Gemeinsam mit dem Paderborner Weltpriester Weihbischof Bernhard Frick widmete sich Dietrich Adolf dem seelsorgerischen Tagesgeschäft im Bistum. Die Bemühungen veränderten die katholische Grundausrichtung nachhaltig. Die zentrale Steuerung erfolgte dabei durch die jährlichen Synoden im Paderborner Dom.
Grenzen der Reformtätigkeit des Bischofs zeigte die nur unzureichende Bereitschaft der Domkapitelmitglieder an den Synoden teilzunehmen. Proteste des Bischofs beim Metropoliten, dem Erzbischof von Mainz, führten zum Boykott der Synode 1660. Am 30. Januar 1661 verstarb Fürstbischof Dietrich Adolf von der Recke auf dem Schloss Neuhaus vor den Toren der Landeshauptstadt. Er wurde im Hochchor des Paderborner Domes beigesetzt. Sein Nachfolger errichtete ein Grabdenkmal.